# بارایا
بارایا (انگلیسی: Baraya) نام شهری در کشور کلمبیا است.